# Katoblepas
Ten artykuł dotyczy stworzenia, którego istnienia nie potwierdza współczesna zoologia.

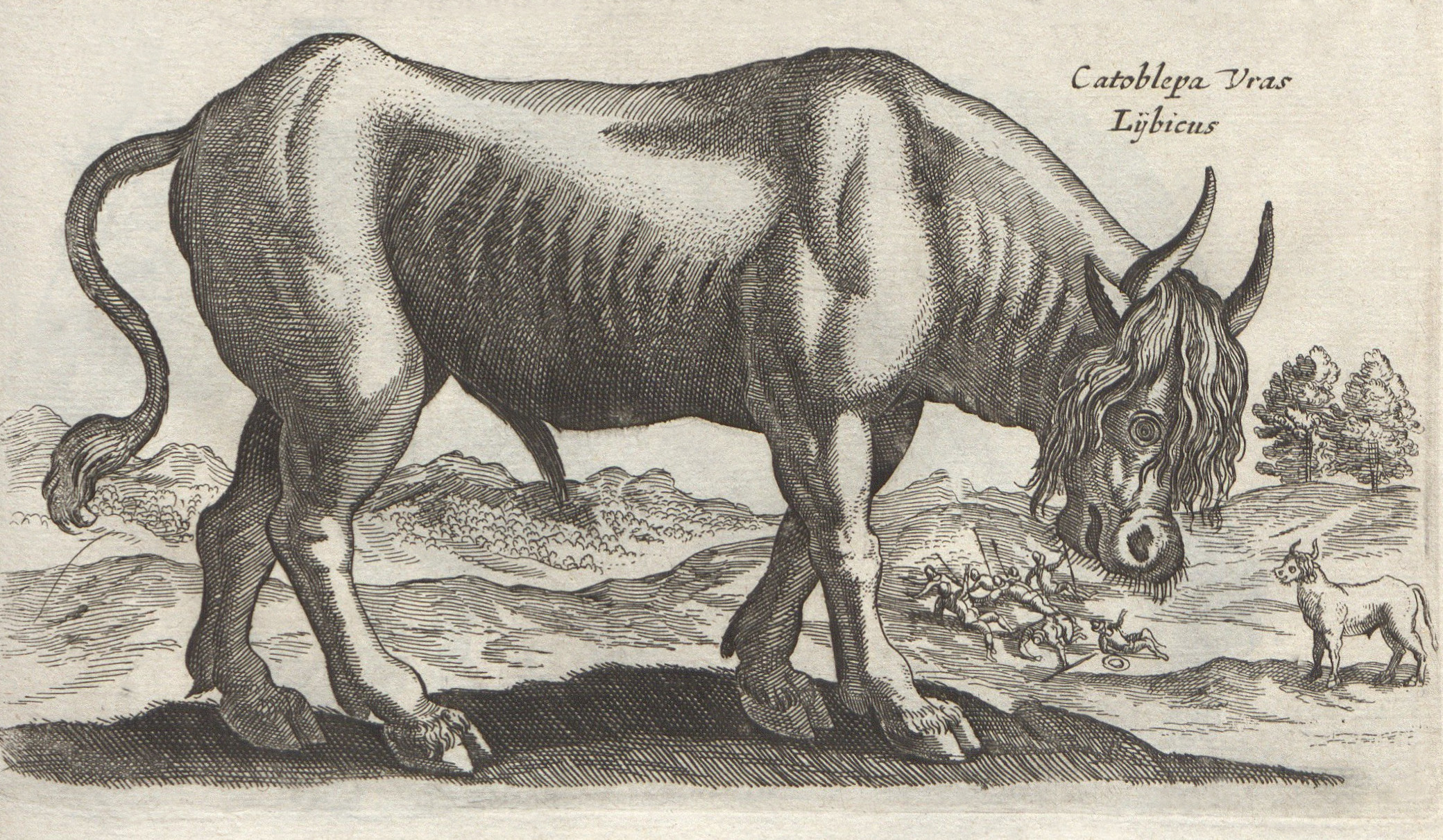
XVII-wieczna rycina przedstawiająca katoblepasa z dzieła Jana Jonstona

Katoblepas (stgr. καταβλέπω, katablépō – „patrzeć w dół”) – legendarne stworzenie z Etiopii. Mogło być zniekształconym opisem antylopy gnu.
Pliniusz Starszy w swoim dziele „Historia naturalna” (8.77) przedstawił je w taki sposób, że miało to być zwierzę o średniej wielkości ciała, powolne, z ciężką głową. Jego wzrok miał zabijać, przez co był tak smutny, że katoblepas zawsze miał twarz skierowaną ku ziemi.
Natomiast Aelian w „O naturze zwierząt” (7.6) pisze, że było to roślinożerne zwierzę podobne do byka z ciężką głową, gęstą grzywą, przekrwionymi oczyma, łuskowatymi plecami i krzaczastymi brwiami. Jego głowa miała być na tyle ciężka, że mogło patrzeć tylko w dół. Miało mieć też trujący oddech, gdyż żywiło się wyłącznie toksycznymi roślinami.